# كسوف الشمس 3 نوفمبر 2013
كسوف الشمس الكلى وقع يوم 3 نوفمبر 2013. وكان كسوفا هجينا من الشمس مع حجم مع جزء صغير فوق المحيط الأطلسي غرب عند شروق الشمس كما الكسوف الحلقي، وبقية هو كسوف كلي ضيق للشمس من 1.0159 . سوف يكون مجمل الجزء المرئي من شمال المحيط الأطلسي ( شرق فلوريدا من ) إلى أفريقيا ( الغابون ( اليابسة ) ، الكونغو R. ، جمهورية الكونغو الديمقراطية ، أوغندا ، جنوب السودان ، كينيا ، إثيوبيا ) ، مع أقصى من 1 دقيقة و 39 ثانية مرئية من المحيط الأطلسي إلى الجنوب من ساحل العاج وغانا . سوف الأماكن مع جزئية سواد يكون الساحل الشرقي من أمريكا الشمالية والجنوبية وغرينلاند، وبرمودا، و جزر الكاريبي ، وكوستاريكا، و بنما ، وشمال أمريكا الجنوبية ، وجميع القارة الأفريقية تقريبا ، في شبه الجزيرة الايبيرية ، إيطاليا ، اليونان ، مالطا ، جنوب روسيا ، و القوقاز ، تركيا والشرق الأوسط . هذا كسوف الشمس سيحدث في وقت واحد مع عام 2013 أبو ظبي سباق الجائزة الكبرى ، و سيكون من الممكن لمراقبة كسوف جزئي للشمس في أبوظبي قبل غروب الشمس في حين أن فوميلا 1 قد بدأت فعالياتها .

## حالات الكسوف ذات صلة

### كسوف الشمس 2011-2014
هذه المجموعة من الكسوفات تتكر كل 177 يوم و4 ساعات في باقي مدارات القمر.
ملاحظة: كسوف الشمس الجزئي على 4 يناير 2011، و 1 يوليو 2011، تحدث في سلسلة الفصل السابق.
| تنازلي العقدة | تنازلي العقدة      |      | تصاعدي العقدة       | تصاعدي العقدة |
| خسوف          | خريطة              | خسوف | خريطة               |               |
| 118           | 1 يونيو 2011 جزئى  | 123  | 25 نوفمبر 2011 جزئى |               |
| 128           | 20 مايو 2012 حلقي  | 133  | 13 نوفمبر 2012 كلى  |               |
| 138           | 10 مايو 2013 حلقي  | 143  | 3 نوفمبر 2013 هجين  |               |
| 148           | 29 أبريل 2014 حلقى | 153  | 23 أكتوبر 2014 جزئى |               |

### خسوف 143
هذه المجموعة من الكسوفات تتكر كل 177 يوم و4 ساعات في باقي مدارات القمر.
ملاحظة: كسوف الشمس الجزئي على 4 يناير 2011، و 1 يوليو 2011، تحدث في سلسلة الفصل السابق.
| نقطة الهبوط | نقطة الهبوط         |      | نقطة الصعود           | نقطة الصعود |
| خسوف        | خريطة               | خسوف | خريطة                 |             |
| 118         | 1 يونيو 2011 جزئى   | 123  | 25 نوفمبر 2011 جزئى   |             |
| 128         | May 20, 2012 حلقي   | 133  | November 13, 2012 كلى |             |
| 138         | May 10, 2013 حلقى   | 143  | November 3, 2013 هجين |             |
| 148         | April 29, 2014 حلقى | 153  | October 23, 2014 جزئى |             |

### سلسلة ميتونيك
قالب:سلسلة ميتونيك الشمسية عام 2002 10 يونيو